# 冷水井乡
冷水井乡，是中华人民共和国湖南省永州市新田县下辖的一个乡镇级行政单位。

## 行政区划
冷水井乡下辖以下地区：
贺家村、冷水井村、刘家山村、九丘田村、六合圩村、上庄村、潮水铺村、黄庆村、少步岭村、坦头坪村和李家湾村。